# Inga Kesper
Inga Kesper in  Schneider (Willingen, 22 settembre 1968) è un'ex biatleta tedesca.
Fino alla riunificazione della Germania (1990) gareggiò per la nazionale tedesca occidentale.

## Biografia
In Coppa del Mondo ottenne il primo risultato di rilievo, il 21 gennaio 1988 ad Anterselva (5ª) e l'unico podio il 28 gennaio successivo a Ruhpolding (3ª).
In carriera prese parte a un'edizione dei Giochi olimpici invernali, Albertville 1992 (10ª nella sprint, 15ª nell'individuale) e a quattro dei Mondiali, vincendo tre medaglie.

## Palmarès

### Mondiali
- 3 medaglie:
  - 1 oro gara a squadre a Novosibirsk 1992)
  - 1 argento (gara a squadre a Minsk/Oslo/Kontiolahti 1990)
  - 1 bronzo (gara a squadre a Feistritz 1989)

### Coppa del Mondo
- 1 podio (individuale[1]):
  - 1 terzo posto